# Robert 1. af Frankrig
Robert 1. (født 15. august 860, død 15. juni 923) var konge af Det Vestfrankiske Rige, en forgænger for nutidens Frankrig, fra 922 til 923.
Robert var bror til Kong Odo 1. af Frankrig. Han blev i 922 valgt som modkonge mod Karl den Enfoldige, og i Slaget ved Soissons sejrede hans hær over Karl, men Robert faldt selv under slaget.
Robert tilhørte slægten Capetingerne. Hans barnebarn, Hugo Capet, blev konge i 987 og grundlagde Huset Capets uafbrudte kongerække, der regerede Frankrig frem til Den Franske Revolution.

## Eksterne links
- Wikimedia Commons har flere filer relateret til Robert 1. af Frankrig